# پالایش (متالورژی)
پالایش در متالورژی فرایندی برای تصفیهٔ یک فلز ناخالص است. این فرایند با سایر فرایندها مانند گدازگری و تکلیس از این نظر تفاوت دارد که این دو فرایند شامل تغییر شیمیایی در ماده خام می‌شوند، اما در پالایش، مادهٔ نهایی معمولاً از نظر شیمیایی با مادهٔ اولیه یکسان است چون تغییری در ماده خام روی نداده و فقط خالص‌تر است. فرآیندهای مورد استفاده انواع مختلفی دارند، از جمله تکنیک‌های پیرومتالورژیکی و هیدرومتالورژیکی.

## سرب

### قالکاری
یکی از فرآیندهای باستانی برای استخراج نقره از سرب، قالکاری بود. سرب در یک آزمایش یا قال خاکستر استخوان ذوب شده و هوا در سراسر سطح دمیده می‌شود. این عملیات سرب را به لیتارژ اکسید کرده و همچنین سایر فلزات پایه موجود را اکسید کرده و نقره (و طلا در صورت وجود) بدون اکسید باقی می‌ماند.
در قرن هجدهم، این فرایند به کمک نوعی کوره بازتابشی انجام می‌شد اما فرقی که این کوره با کوره‌های معمول بازتابشی داشت، این بود که در این حالت هوا روی سراسر سطح سرب مذاب از طریق دم یا (در قرن نوزدهم) استوانه‌های دمنده، دمیده می‌شد.

### فرایند پتینسون
هیو لی پتینسون فرایند پتینسون را در سال ۱۸۳۳ ثبت اختراع کرد. پتینسون این فرایند را با عنوان «روش بهبود یافته برای جدا کردن نقره از سرب» معرفی کرد. پتینسون از این نکته استفاده کرد که در سرب مذاب حاوی مقداری نقره، اولین فلز جامد شده در مذاب، سرب است و مایع باقی‌مانده از نظر مقدار نقره غنی تر می‌شود.
تجهیزاتی که پتینسون برای این فرایند به کار گرفت، پیچیده نبودند. این تجهیزات شامل ردیفی از دیگ‌های آهنی بود که می‌شد در هر ردیف آن حداکثر ۱۳ دیگ آهنی قرار داد که این دیگ‌ها در هنگام عملیات از پایین گرم می‌شدند. مقداری سرب که به‌طور طبیعی حاوی درصد کمی نقره بود در دیگ مرکزی ریخته می‌شد تا ذوب شود. سپس به آن اجازه خنک شدن داده می‌شد. پس از جامد شدن، سرب جامد با استفاده از ملاقه‌های بزرگ آهنی سوراخ‌دار جدا می‌شود و در یک جهت به دیگ بعدی منتقل شده و سپس فلز باقی‌مانده که اکنون از نظر غلظت نقره غنی تر شده، در جهت مخالف به دیگ بعدی منتقل می‌شود. این فرایند از یک دیگ به دیگ دیگر تکرار شده، سرب در یک انتهای دیگ جمع شده و در سر دیگر فلز با نقره غنی می‌شود. مقدار غنی‌سازی ممکن توسط یوتکتیک سرب-نقره محدود شده و معمولاً این فرایند در حدود ۶۰۰ تا ۷۰۰ اونس در هر تن (تقریباً ۲٪) متوقف می‌شود، بنابراین جداسازی بیشتر توسط قال کاری انجام می‌شود.
این فرایند برای سرب‌های حاوی حداقل ۲۵۰ گرم نقره در هر تن، به لحاظ اقتصادی مقرون به صرفه بود.

### فرایند پارکز
فرایند پارکز که در سال ۱۸۵۰ ثبت اختراع شد از روی مذاب استفاده می‌کند. روی قابلیت حلالیت در سرب را ندارد و هنگامی که این دو فلز مذاب را مخلوط کنیم، روی جدا شده، به سمت بالا شناور شده و تنها ۲ درصد سرب را با خود حمل می‌کند. با این حال، نقره در روی حل می‌شود، بنابراین روی که به سمت بالا شناور شده، بخش قابل توجهی از نقره را با خود حمل می‌کند. سپس مذاب خنک شده تا روی جامد شده و بتوان پوسته روی را برداشت. سپس نقره با بخار شدن روی، بازیابی می‌شود. فرایند پارکز به جز مواردی که سرب حاوی نقره ناکافی بود، تا حد زیادی جایگزین فرایند پتینسون شد. در شرایطی که سرب حاوی نقره ناکافی باشند، پتینسون فرایندی را برای غنی‌سازی نقره به حدود ۴۰ تا ۶۰ اونس در هر تن ارائه کرد، که در این غلظت می‌توان آن را با استفاده از پارکز تصفیه کرد.

## فلز مس

### پالایش آتش
محصول اولیه گدازگری مس، مس سیاه ناخالص بود که سپس به‌طور مکرر ذوب می‌شد تا خالص شود، یا با اکسید کردن و کاهش دادن، آن را خالص می‌کردند. در یکی از مراحل ذوب سرب اضافه می‌شود. طلا و نقره ترجیحاً در این مرحله حل شده تا راهی برای بازیابی این فلزات گرانبها فراهم شود. برای تولید مس خالص‌تر که برای ساخت صفحات مسی یا ظروف توخالی مناسب باشد، فرآیندهای ذوب بیشتری با استفاده از زغال چوب به عنوان سوخت انجام می‌شود. با استفاده مکرر از چنین فرآیندهای پالایش آتش می‌توان به درصد خلصت ۹۹٫۲۵٪ رسید.

### پالایش الکترولیتی
برای دست یابی به خالص‌ترین مس از فرایند الکترولیز (برق کافت) استفاده شده که برای انجام این فرایند از یک ورقه مس ناخالص به عنوان آند و یک ورقه نازک از مس خالص به عنوان کاتد استفاده می‌شود. الکترولیت، محلول اسیدی سولفات مس است. با عبور الکتریسیته از سلول، مس از آند جدا شده و بر سطح کاتد رسوب می‌کند. البته ناخالصی‌ها یا در محلول باقی می‌مانند یا به صورت لجن انحلال ناپذیر جمع می‌شوند. این فرایند تنها پس از اختراع دینام ممکن شد. این فرایند اولین بار در سال ۱۸۶۹ در ولز جنوبی به کار گرفته شد.

## آهن

### فرفورژه (آهن ساخته)
محصول کوره بلند، آهن خام است که حاوی ۴ تا ۵ درصد کربن و معمولاً مقداری سیلیکون است. برای تولید یک محصول مناسب آهنگری از آهن خام، به فرایند اضافی نیاز بود که معمولاً به جای پالایش با عنوان تصفیه شناخته می‌شود. از قرن شانزدهم، این کار در یک آهنگری تصفیه انجام می‌شد. در پایان قرن هجدهم، پودلاژ (در کوره پودلاژ) جایگزین آن شد، که به نوبه خود به تدریج با تولید فولاد نرم توسط فرایند بسمر جایگزین شد.

### آهن تصفیه‌شده
اصطلاح پالایش (تصفیه) در معنایی به کار رفته‌است که محدود به این زمینه است. فرایند پودلاژ اولیه که توسط هنری کورت ابداع شده بود، فقط در جاهایی که مواد خام چدن سفید باشد کار می‌کرد، در حالی که ماده خام اولیه مورد استفاده در آهنگری تصفیه، آهن خام خاکستری است. برای استفاده از چدن خاکستری، یک فرایند تصفیه اولیه برای حذف سیلیکون نیاز است. آهن خام در یک کوره در حال اتمام ذوب شده و سپس به داخل یک ناوه (تورفتگی) ریخته می‌شود. این فرایند سیلیکون را اکسید کرده و سرباره ای تشکیل می‌دهد که روی آهن شناور شده و با پایین آوردن یک سد در انتهای ناوه (تورفتگی) جدا می‌شود. محصول این فرایند یک فلز سفید بود که به عنوان فلز ریز یا آهن تصفیه شده شناخته می‌شود.

## فلزات گرانبها
پالایش فلزات گرانبها فرایندی به منظور جداسازی فلزات گرانبها از مواد نجیب فلزی است. نمونه‌هایی از این مواد عبارتند از: کاتالیزورهای استفاده شده، مجموعه‌های الکترونیکی، سنگ معدن یا آلیاژهای فلزی.

### فرایند
به منظور جداسازی مواد نجیب فلزی، از روش‌های پیرولیز (آذرکافت) و/یا هیدرولیز (آبکافت) استفاده می‌شود. در پیرولیز، محصولات نجیب فلزی برای آزاد شدن از مواد دیگر، در مذاب جامد شده و به خاکستر تبدیل می‌شوند و سپس بیرون ریخته شده یا اکسید می‌شوند. در هیدرولیز، محصولات فلزی نجیب یا در تیزاب سلطانی (که شامل اسید هیدروکلریک و اسیدنیتریک می‌شود) یا در محلول اسید هیدروکلریک و گاز کلر حل می‌شوند. متعاقباً، برخی از فلزات را می‌توان مستقیماً با یک اتصال نمک، گاز، آلی و/یا نیتروهیدرات رسوب کرده یا کاهش داد. سپس مراحل نظافت را طی کرده یا تبلور مجدد می‌یابند. فلزات گرانبها را با کلسینه کردن (تکلیس) از نمک فلز جدا می‌کنند. مواد نجیب فلزی ابتدا هیدرولیز شده و سپس به صورت حرارتی آماده می‌شوند(پیرولیز (آذرکافت) می‌شوند). کاتالیزورها گاهی ممکن است خود شامل مقداری فلزات گرانبها باشند که در این حالت فرایندها بازده بیشتری دارند. هنگام استفاده از کاتالیزورها، محصول بازیافتی در هر مورد حذف شده و چندین بار در چرخه رانده می‌شود.